# Dolichovespula arctica
Dolichovespula arctica is een vliesvleugelig insect uit de familie van de plooivleugelwespen (Vespidae). De wetenschappelijke naam van de soort is gepubliceerd in 1916 door Sievert Allen Rohwer.

## Verwantschappen
Dolichovespula arctica werd gezien als een Noord-Amerikaanse ondersoort van de gewone koekoekswesp (Dolichovespula adulterina), maar is inmiddels als soort hersteld.

## Verspreiding
De soort is wijdverspreid door Noord-Amerika, maar komt niet voor in het Midden-Westen.

## Ecologie
Deze wespensoort is een obligate sociale parasiet, die zelf geen werksters produceert. Als gastheren worden de soorten Dolichovespula arenaria en Dolichovespula norvegicoides gebruikt.